# Црква Светих цара Константина и царице Јелене у Прибинићу
Црква Светих цара Константина и царице Јелене у Прибинићу, парохијска је православна црква у насељеном месту на територији општине Теслић, припада Епархији зворничко-тузланској Српске православне цркве.
По народном предању пре градње садашњег храма „свештеници под чадорима” вршили су службу Божију. Старија богомоља налазила се код извора Царевица. Још је 1857. године свештеник Коста Душанић добио ферман од султана Абдулмеџида за градњу цркве у Прибинићу.

## Прибинићка парохија
Црква посвећена Светим цару Константину и царици Јелени седиште је Прибинићке парохије које чини село Прибинић са свим његовим засеоцима. Ово је једна од најстаријих парохија Теслићког краја.
Храм је димензија 18 х 8m, чија је градња започела 1899. године, на земљишту које је откупљено од Сава Пјанића из Тешња. Цркву су зидали маглајски мајстори под вођством неимара Симе Илића из Мале Буковице. Радови на храму завршени су 1900. године. Цркву је освештао 27. октобра 1900. године митрополит дабробосански Николај Мандић, а кум храма био је Теодор (Тошо) Бабић из Прибинића.
У Првом свјетском рату црква није рушена, али су га скрнавили 1915. године аустроугарски војници. Током Другог свјетског рата Черкези који су били у редовима немачког Вермахта оскрнавили су храм.
Генерална обнова храма извршена је 1975. и 1976. године, а потом тим чином обновљења, храм је освештао 18. јула 1976. године протосинђел Василије Качавенда, архијерејски заменик.
Због саме дотрајалости објекта указала се потреба за реконструкцијом, тако да је 2014. године Завод за заштиту споменика и културно-историјског наслијеђа Републике Српске урадио пројектну документацију, да би годину дана касније уследиле конкретније грађевинске активности. Радови су завршени 2016. године.
На основу истраживања Данке Дамјановић из Музеја за савремену умјетност у Бањој Луци првобитне иконе на иконостасу живописао је бањалучки сликар Шпиро Боцарић. Године 1976. замењено је 11 старих икона које су биле у горња два реда на иконостасу. Нове иконе које су постављене уместо дотадашњих живописао је Мирко Жеравић, свештеник из Моровића. Тада нису замењене старе престоне иконе, за које нема података када су живописане, а њих је живописао Мирко Петровић из Тешња. Стил је мешавина барока и наивног реализма. Саму цркву је живописао 1990. и 1991. године Димитрије Риђички из Новог Сада.